# Morpho fruhstorferi
Morpho fruhstorferi is een vlinder uit de familie Nymphalidae. De wetenschappelijke naam van de soort is voor het eerst geldig gepubliceerd in 1903 door Johannes Karl Max Röber.